# Црква Силаска Светог Духа у Јунковцу
Црква Силаска Светог Духа у Јунковцу, насељеном месту на територији Градске општине Лазаревац, подигнута је 1866. године и припада Епархији шумадијској Српске православне цркве.